# Mr. Misunderstood
Mr. Misunderstood è il quinto album in studio dell'artista country statunitense Eric Church, pubblicato nel novembre 2015.

## Tracce
1. Mr. Misunderstood (Eric Church, Casey Beathard) – 5:18
2. Mistress Named Music (Church, Beathard) – 5:22
3. Chattanooga Lucy (featuring Joanna Cotten) (Church, Jeff Hyde, Ryan Tyndell) – 3:23
4. Mixed Drinks about Feelings (featuring Susan Tedeschi) (Church) – 3:00
5. Knives of New Orleans (Church, Travis Meadows, Jeremy Spillman) – 4:02
6. Round Here Buzz (Church, Luke Dick, Hyde) – 3:35
7. Kill a Word (featuring Andrea Davidson & Rhiannon Giddens) (Church, Dick, Hyde) – 3:20
8. Holdin' My Own (Church) – 3:56
9. Record Year (Church, Hyde) – 3:00
10. Three Year Old (Church, Beathard, Monty Criswell) – 3:45